# Fleischer’s Glossary of Mineral Species
Fleischer's Glossary of Mineral Species — глосарій мінеральних видів, який витримав уже 12 перевидань. Перший випус побачив світ у 1971 р. Його укладач — американський мінералог і геохімік Майкл Фляйшер. Сьома редакція випущена друком у 1995 р. (280 сторінок: відгуки в Mineralogical Magazine, 1996, 60, 391). Глосарій оновлюється кожні чотири роки, щоб не відставати від численних нових видів мінералів, що описуються щороку.  

## Окремі видання
- 12-е видання — від 2018 р. Видання Fleischer's Glossary мінеральних видів 2018 року містить усі види мінеральних речовин, які в даний час затверджені Міжнародною мінералогічною асоціацією: 5 083 дійсних мінеральних видів плюс ще 225, попередньо затверджених ММА. Подано: формула мінералу, тип місцевості, кристалічна система, стосунки до інших видів та мінеральні групи. (424 сторінок, 2018, Published by Mineralogical Record)[1]
- 13-е видання — від 2022 р. Глосарій мінеральних видів Флейшера 2022 Малкольм Е. має описи 5739 видів мінералів — на 656 більше, ніж у виданні 2018 року, коли було 5083 видів. Для кожного виду подано формулу, типову місцевість, кристалічну систему, посилання та зв'язки з іншими видами. Після 317-сторінкової основної частини глосарію наведено ще 213 видів, які були попередньо схвалені IMA, але офіційні описи яких ще не опубліковані. Детальний перелік визнаних на даний момент мінеральних груп і супергруп займає ще 97 сторінок, а новим, що завершує роботу, є 9-сторінковий розділ про систематику сульфосолей. Це компактний, простий у використанні, незамінний довідник для колекціонерів мінералів і професійних мінералогів.[2]